# Abhires
Els Abhires (singular Ābhīra) foren un poble esmentat en èpiques índies antigues i escriptures com els Vedes. Patanjali Mahabhasya descriu als abhires com uns enemics dels aris. Són esmentats sovint en les llegendes sobre Khrisna. Un poble històric del mateix nom és esmentat en el Periplus de la Mar Eritrea.

## Penetració
Haurien penetrat al subcontinent en la confusió causada per la invasió d'Alexandre el Gran donant nom a la satrapia d'Abira. Haurien fundat estats en el que avui dia és l'estat de Uttar Pradesh. Haurien originat la dinastia de Kalachuri, que porta aquest nom pel seu rei Kalachuri o Chedi a partir del qual s'nicià l'anomenada era Kalachuri el 249 aC.

## Konkan
De 203 a 270 el Abhires haurien governat sobre la totalitat del Deccan com a poder principal. El Abhires foren els successors immediats del Satavahanas. El govern dels abhires va començar aproximadament el 203 seguint el final del regnat de Yajnasri Satakarni pujant al tron Abhira Isvarasena l'accessió del qual va tenir lloc a Saka el 151 o 229. Sakasena fou el primer rei abhira. Les seves inscripcions de Konkan i monedes d'Andhra Pradesh suggereixen que va governar sobre una part important de l'imperi Satavahana.

## Abhires de Rajputana
En temps de Samudragupta (vers 350), els abhires haurien viscut a Rajputana i Malwa en la frontera occidental de l'Imperi Gupta .
El abhires no van parar en Rajasthan; alguns dels seus clans es van traslladar al sud i l'oest assolint Saurastra i Maharashtra i agafant servei sota la dinastia Satavahana i els Ksàtrapes Occidentals. També van fundar un regne en la part del nord del país Maratha, i es coneix una inscription del novè any del rei abhira Ishwarsena.